# Hyposada
Hyposada es un género de lepidópteros de la familia Erebidae. Es originario de Asia, África y Australia.

## Especies
- Hyposada addescens (Swinhoe, 1901)
- Hyposada aspersa (Turner, 1945)
- Hyposada assimilis Warren, 1914
- Hyposada astona (Swinhoe, 1901)
- Hyposada brunnea (Leech, 1900)
- Hyposada carneotincta Hampson, 1918
- Hyposada devia Hampson, 1918
- Hyposada effectaria Joannis, 1928
- Hyposada erubescens Warren, 1913
- Hyposada fasciosa (Moore, 1888)
- Hyposada hirashimai Sugi, Sugi, Kuroko, Moriuti & Kawabe, 1982
- Hyposada hydrocampata (Guenée, 1857)
- Hyposada ineffectaria (Walker, 1861)
- Hyposada juncturalis (Walker, [1866])
- Hyposada leucoma Joannis, 1928
- Hyposada melanosticta Hampson, 1910
- Hyposada niveipuncta Warren, 1913
- Hyposada pallidicosta Warren, 1913
- Hyposada postvittata (Moore, 1887)
- Hyposada ruptifascia (Moore, 1888)
- Hyposada tritonia (Hampson, 1898)
- Hyposada zavattarii Berio, 1944